# سلطنت آتش (بازی ویدئویی)
سلطنت آتش ( به انگلیسی Reign of Fire ) عنوان یک بازی ویدئویی اکشن سوم شخص و ماجرایی است که براساس فیلمی به همین نام برای کنسول های گیم بوی ادوانس, ایکس باکس, گیم کیوب و پلی استیشن ۲ ساخته و در سال ۲۰۰۲ توزیع شده است .